# Charm (cigarro)

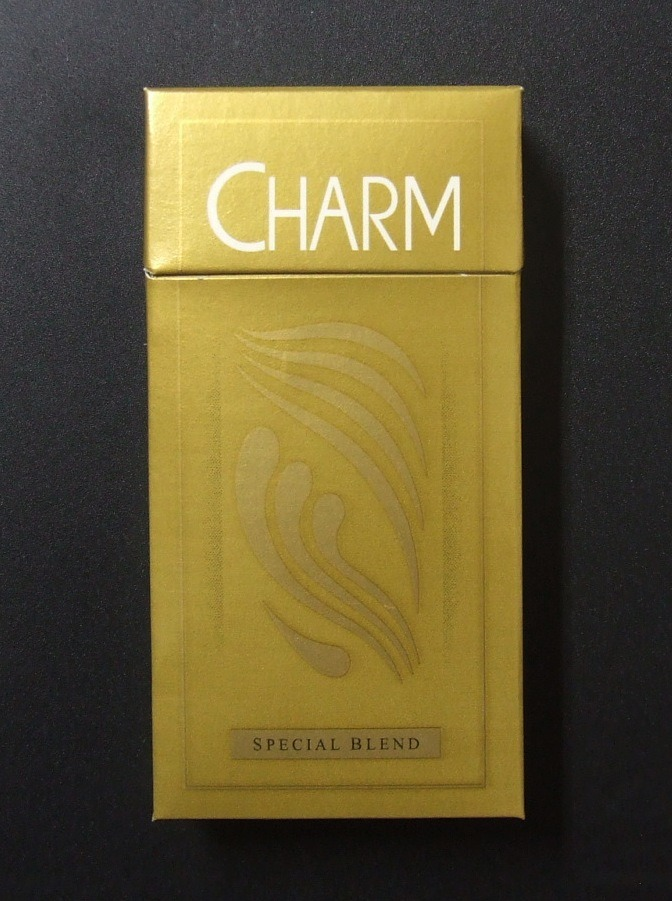
Embalagem box do Charm - Special Blend

Charm foi uma marca de cigarros brasileira da empresa BAT Brasil (anteriormente Souza Cruz). Cada bastão tem 100mm, tipo slim. Até recentemente, era o único cigarro de luxo fabricado pela BAT Brasil, quando foi lançado a versão brasileira da marca Vogue. Era comercializado como "maço" e "box", sendo o primeiro formato o mais tradicional. Seu slogan, um dos mais bem sucedidos da propaganda brasileira, é "O importante é ter charme". Em 2015, a BAT Brasil, empresa fabricante e dona da marca, resolveu tirar o produto de circulação, lançando em seu lugar a marca Dunhill of London - fine cut, também slims e com teores próximos ao do Charm.